# Bewegungsdetektion

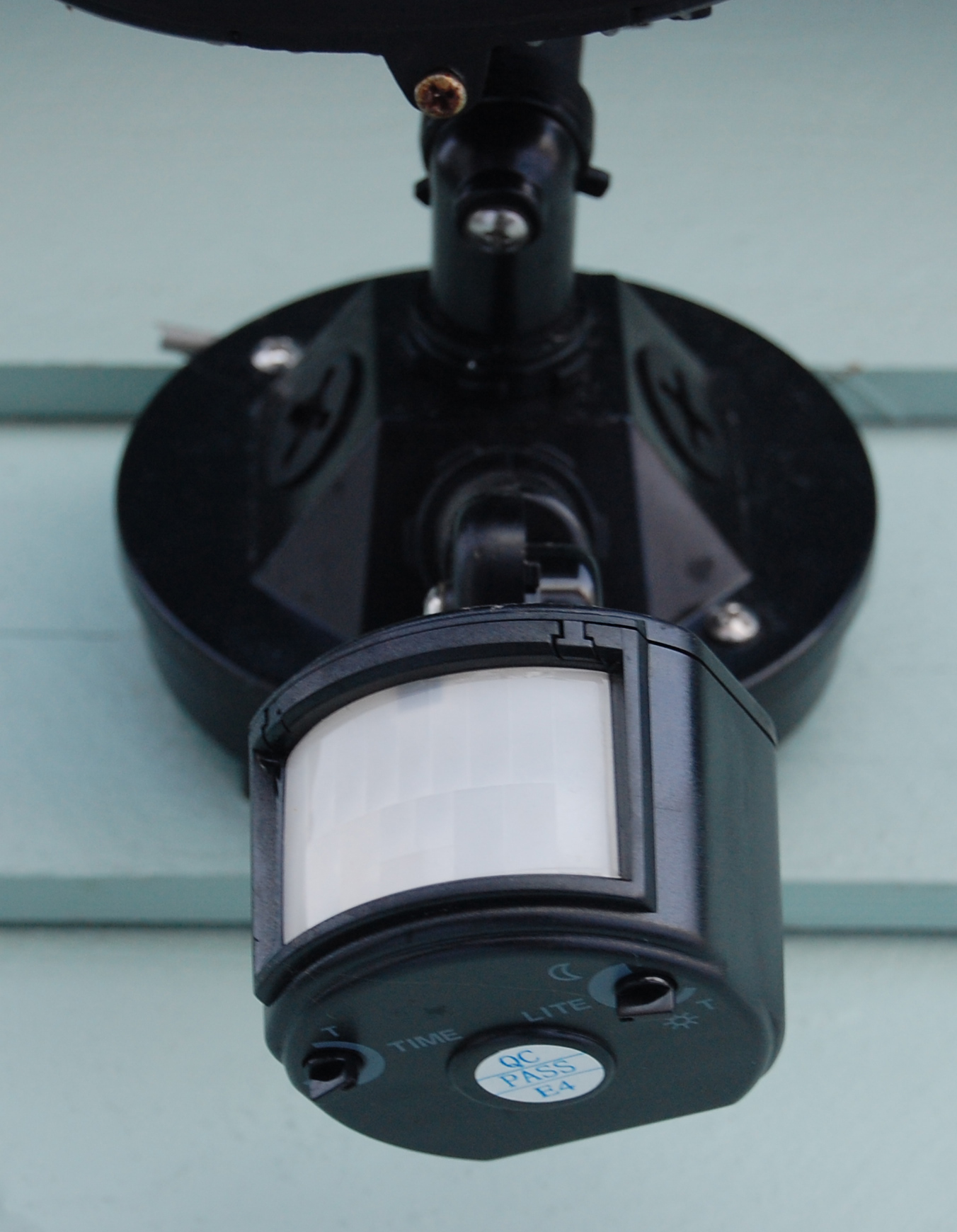
ein schwarzer Bewegungsdetektor

Unter Bewegungsdetektion versteht man Methoden des Maschinellen Sehens, die auf die Erkennung von Fremdbewegung im Erfassungsbereich eines optischen Detektors (also dem Blickfeld der Maschine) abzielen.
Die Fähigkeit zur Bewegungsdetektion bei Organismen nennt man Bewegungswahrnehmung. Viele in der Biologie aufgeklärte Wahrnehmungsmechanismen haben Lösungen im Bereich Bewegungsdetektion inspiriert.